# Шерлок Холмс і зірка оперети
«Шерлок Холмс і зірка оперети» (англ. Sherlock Holmes and the Leading Lady) — телевізійний фільм-детектив 1991 року.

## Сюжет
Відень 1910 рік. Вчений Фройліх сконструював дистанційний детонатор, що підриває бомби на відстані 150 метрів, і вирішив продати його Великій Британії. Але валіза з приладом та кресленнями була вкрадена невідомими, а винахідник убитий. Уряд терміново відправляє знаменитого детектива Шерлока Холмса і його помічника доктора Ватсона в столицю Австро-Угорщини, переповнену агентами іноземних розвідок і терористами. Усі вони зацікавлені у володінні новою смертоносною зброєю. Розслідування приводить Холмса в театр, де готується прем'єра оперети, і в примадонні він впізнає Ірен Адлер, жінку, яку любив багато років тому. Співачці загрожує смертельна небезпека, тому що вона могла бачити злочинців.

## У ролях
| Актор                 | Роль                     |
| --------------------- | ------------------------ |
| Крістофер Лі          | Шерлок Холмс             |
| Патрік Макніл         | Доктор Вотсон            |
| Морган Фейрчайлд      | Ірен Адлер               |
| Джон Беннет           | доктор Зигмунд Фрейд     |
| Енгельберт Гампердінк | Еберхард Бом             |
| Том Лам               | Елліот Несс              |
| Рональд Хайнс         | сер Реджинальд Холмондлі |
| Ніколас Гекс          | Майкл Сімпсон-Макепіс    |
| Дженні Квейл          | леді Віолет Холмондлі    |
| Майкл Сіберрі         | Франц Вінтерхаузер       |
| Домінік Джефкотт      | майор фон Борк           |
| Френк Міддлмесс       | доктор Фройліх           |